# Singonegaran (Pesantren)
Singonegaran is een bestuurslaag in het regentschap Kediri van de provincie Oost-Java, Indonesië. Singonegaran telt 6722 inwoners (volkstelling 2010).